# Ära åt Gud
Ära åt Gud är en psalm med text och musik från Peru. Texten översattes till svenska 1989 av Per Harling.

## Publicerad som
- Psalmer och Sånger 1987 som nummer 793 under rubriken "Lovsång och tillbedjan".[1]